# Stygomorpha
Stygomorpha là một chi bướm đêm thuộc họ Geometridae.